# Туровский краеведческий музей
Туровский краеведческий музей (бел. Тураўскі краязнаўчы музей) — музей в городе Туров Гомельской области Беларуси. Один из старейших музеев Гомельской области.

## История
Основан в 1927 году на базе школьного кружка истории и природы, имел более ста экспонатов.
Основатель и первый директор музея — учитель географии Максим Емельянович Бруй. Активное участие в создании музея принимал библиотекарь Народного дома Парфен Антонович Щекотович.
Музейная коллекция, собранная до войны, включала две тысячи предметов археологии, этнографии и быта, рукописных и печатных изданий.
По инициативе музея в 1961 году на средневековом городище Турова проведены первые крупные археологические исследования Туровским отрядом АН СССР. Тогда же московские археологи предположили, что на городище располагаются фрагменты монументального сооружения. Раскопки 1963 года подтвердили предположения учёных — был выявлен фундамент средневекового кирпичного храма. В настоящее время фундамент храма XII века является центральным экспонатом историко-археологического комплекса «Древний Туров».
В настоящее время в музее насчитывается 6 экспозиционных залов: «Археологическое прошлое Турова», «Ремёсла и промыслы Туровщины», «Крестьянская изба», «Природа района», «Великая Отечественная война на территории района», «В стиле ретро».
В 2016 году был обустроен экспозиционный зал «В стиле ретро», в котором размещены предметы, отображающие эпоху СССР.
В 2017 году был создан новый экспозиционный зал «Крестьянская изба», в котором размещены предметы, бытовавшие в крестьянских избах в конце XIX-нач. XX вв.
В настоящее время основной фонд музея составляет более 12 тыс. предметов на различную тематику.
Музейная экспозиция «Древний Туров» — находится на местной Замковой горе.

## Экспозиции
- Шиферный саркофаг в экспозиции «Древний Туров»«Археологическое прошлое Турова»
- «Ремёсла и промыслы Туровщины»
- «Крестьянская изба»
- «Природа района»
- «Великая Отечественная война на территории района»
- «В стиле ретро»
- «Крестьянская изба»
- «Древний Туров» (на Замковой горе)